# Ga Công viên hồ Jangja
Ga Công viên hồ Jangja (Tiếng Hàn: 장자호수공원역, Hanja: 長者湖水公園驛) là ga tàu điện ngầm trên Tuyến Byeollae thuộc Tàu điện ngầm Seoul tuyến 8 ở ngã tư Jangja 2, Guri-si, Gyeonggi-do.

## Lịch sử
- 6 tháng 10 năm 2015: Khởi công xây dựng
- Tháng 8  năm 2024: Khai trương[1]

## Bố trí ga
| Guri ↑                   |
| \| N/B                   |
| ↓ Công viên Lịch sử Amsa |

| Hướng Bắc | ● Tuyến 8 | ← Hướng đi Guri · Donggureung · Dasan · Byeollae |
| Hướng Nam | ● Tuyến 8 | → Hướng đi Cheonho · Jamsil · Bokjeong · Moran → |

## Xung quanh nhà ga
| Lối ra \| 나가는 곳 \| Exit \| 出口 | Lối ra \| 나가는 곳 \| Exit \| 出口                                                              |
| ----------------------------------- | ------------------------------------------------------------------------------------------------ |
| 1                                   | Jangja Maeul Dongyang APT Trường tiểu học Jangja Trường trung học cơ sở Jangja                   |
| 2                                   | Guri Hanyang Woosung APT Gyomun Daewoo APT Trường trung học cơ sở Gyomun Trường tiểu học Baekmun |
| 3                                   | Guri Hanyang Woosung APT                                                                         |
| 4                                   | Starbucks Hanseong 3 APT                                                                         |
| 5                                   | Hanseong 3 APT Trường trung học Guri                                                             |
| 6                                   | Công viên hồ Jangja                                                                              |